# Fatsjön (Vilhelmina socken, Lappland, 716265-156872)
Fatsjön är en sjö i Vilhelmina kommun i Lappland och ingår i Ångermanälvens huvudavrinningsområde. Sjön har en area på 1,86 kvadratkilometer och ligger 426 meter över havet.

## Delavrinningsområde
Fatsjön ingår i det delavrinningsområde (716426-156742) som SMHI kallar för Utloppet av Fatsjön. Medelhöjden är 438 meter över havet och ytan är 6,23 kvadratkilometer. Det finns inga avrinningsområden uppströms utan avrinningsområdet är högsta punkten. Vattendraget som avvattnar avrinningsområdet har biflödesordning 4, vilket innebär att vattnet flödar genom totalt 4 vattendrag innan det når havet efter 316 kilometer. Avrinningsområdet består mestadels av skog (53 procent) och sankmarker (13 procent). Avrinningsområdet har 1,86 kvadratkilometer vattenytor vilket ger det en sjöprocent på 29,9 procent.